# Ząbrowo Wąskotorowe
Ząbrowo Wąskotorowe – zlikwidowany przystanek kolei wąskotorowej (Kołobrzeska Kolej Wąskotorowa) w Ząbrowie, w województwie zachodniopomorskim, w Polsce.